# 국립박물관 (리우데자네이루)
국립박물관(포르투갈어: Museu Nacional)은 브라질 리우데자네이루에 위치한 박물관이다. 1946년부터 2018년까지 리우데자네이루 연방 대학교가 운영하였다.

## 역사

### 화재
2018년 9월 2일 현지 시간 19시 30분경 브라질 리우데자네이루 주 리우데자네이루에 있는 국립박물관에서 화재가 발생하였다. 화재의 원인은 아직 밝혀지지 않았지만 박물관의 지난 50년간의 자금 부족 현상과 관련이 있을 수 있다. 부상자는 보고 되지 않았다. 이 화재로 인해 2,000만여개의 작품이 소실되었으며, 박물관 건물 자체가 존폐 위기에 놓여있다.